# Мит-Коув
Мит-Коув (англ. Meat Cove, гэл. Camas na Feòla) — сельская рыбацкая община, расположенная на северной оконечности канадского острова Кейп-Бретон. Омывается одноимённой бухтой, являющейся частью залива Святого Лаврентия. Административно расположена в графстве Инвернесс, Новая Шотландия.
Является самым северным населённым пунктом в Новой Шотландии. Община относится к избирательному округу Сидни — Виктория.
Единственной дорогой, связывающей общину с другими населёнными пунктами, является 8-километровая грунтовая дорога из Кэпстика (англ. Capstick), проходящая близко к берегу. Поэтому, когда 21 августа 2010 года проливными дождями размыло часть дороги, наземная связь с общиной была утрачена, пока 31 августа не были возведены два временных моста.
В 2003 году населённый пункт был упомянут в американском комиксе Get Fuzzy: именно в Мит-Коув отправились главные герои в рамках своего путешествия по Новой Шотландии.